# Zawodnik (koszykówka)
Ten artykuł opisuje zagadnienie koszykarskie zgodne z normami FIBA.
Zasady w ligach NBA, NCAA lub innych mogą różnić się od tutaj przedstawionych.
Zawodnik — to w koszykówce członek drużyny uprawniony do gry i znajdujący się aktualnie na boisku.
W trakcie przerwy meczu wszyscy uprawnieni do gry członkowie drużyny są traktowani jako zawodnicy.